# TAROM-Flug 371
Der TAROM-Flug 371 (Flugnummer auch ROT 371) war ein internationaler Linienflug der rumänischen Fluggesellschaft TAROM von Bukarest nach Brüssel, auf dem am 31. März 1995 ein Airbus A310-324 kurz nach dem Start abstürzte. Bei diesem schwersten Unfall der rumänischen Luftfahrtgeschichte kamen 60 Menschen ums Leben.

## Flugzeug
Bei dem verunglückten Flugzeug handelte es sich um einen Airbus A310-324, der zum Zeitpunkt des Unfalls 7 Jahre und 10 Monate alt war. Das Flugzeug trug die Werksnummer 450. Die Maschine wurde im Werk von Airbus in Toulouse endmontiert und absolvierte am 12. Juni 1987 ihren Erstflug, ehe sie als N814PA am 14. August 1987 neu an die Pan American World Airways ausgeliefert wurde, bei der sie den Taufnamen Clipper Liberty Bell erhielt. Nach der Abwicklung der Fluggesellschaft ging die Maschine am 1. November an das Mutterunternehmen Delta Air Lines über, ehe sie am 10. April 1994 an die TAROM verkauft wurde, wo sie als YR-LCC mit dem Taufnamen Muntenia in Betrieb ging. Das zweistrahlige Großraumflugzeug war mit zwei Triebwerken des Typs Pratt & Whitney PW4152 ausgestattet. Bis zum Zeitpunkt des Unfalls hatte die Maschine eine kumulierte Betriebsleistung von 31.092 Betriebsstunden bei 6216 Starts und Landungen absolviert.

## Besatzung
Die elfköpfige Besatzung bestand aus einem Kapitän, einem Ersten Offizier und neun Flugbegleiterinnen. Für den Flug nach Brüssel hatten 49 Passagiere in der Maschine Platz genommen.
Flugkapitän war der 48-jährige Liviu Bătănoiu. Er verfügte über 14.312 Stunden Flugerfahrung, darunter mit der Boeing 707, der BAC 1-11 und verschiedenen Maschinen aus sowjetischer Produktion. Bătănoiu hatte 1735 Stunden auf dem Airbus A310 absolviert. Er hatte seine Pilotenlizenz im Jahr 1969 an der Aurel-Vlaicu-Militärluftfahrtakademie erworben. Vor dem Flug nach Brüssel war er für einen Flug von Bukarest nach Tel Aviv eingeteilt. Seine letzte Schulung auf der A310 hatte Bătănoiu am 12. November 1994 in einer Einrichtung der Swissair in Zürich durchlaufen.
Erster Offizier war der 51-jährige Ionel Stoi, der über 8988 Stunden Flugerfahrung verfügte, davon 650 mit dem Airbus A310. Er hatte seine Pilotenlizenz im Jahr 1968 an der Aurel-Vlaicu-Militärluftfahrtakademie erworben. Vor dem Flug nach Brüssel war er für einen Flug von Chicago nach Shannon eingeteilt gewesen. Stoi hatte sein letztes Training im A310-Flugsimulator am 21. September 1994 in einer Einrichtung der Swissair in Zürich durchlaufen.

## Unfallhergang
Die Maschine startete vom Flughafen Bukarest-Otopeni und stürzte nach nur zwei Minuten auf ein Feld bei Balotești, nachdem sie nach dem Start anstatt einer 90-Grad-Kurve eine 180-Grad-Kurve geflogen war. Bei dem Unfall kamen alle 60 Personen an Bord ums Leben. Neben den 11 Besatzungsmitgliedern waren dies 49 Passagiere: 32 Belgier, 10 Rumänen, drei Amerikaner, zwei Spanier, ein Franzose und ein Thailänder.

## Ursache
Im Zuge der Ermittlungen wurde festgestellt, dass die betroffene Maschine von einem sporadisch auftretenden Problem mit der automatischen Schubregulierung (ATS) betroffen war, bei der sich nach dem Abheben einer der beiden Schubregler über das erforderliche Maß nach hinten bewegte und das Triebwerk in den Leerlauf schaltete. Der Absturzbericht führt das Verhalten auf schwergängige Schubhebellager zurück, ein bei Flugzeugen des Typs Airbus A300 und A310 weit verbreitetes und den Piloten bekanntes Problem. Als Gegenmaßnahme wurde der entsprechende Schubhebel mit der Hand festgehalten, um einen symmetrischen Schub zu gewährleisten.
Das Problem war auch Kapitän Bătănoiu bekannt. Während der Erste Offizier Stoi mit dem Durchführen des Starts betraut war, kündigte Bătănoiu an, sich um die Schubregler zu kümmern. Nach dem Start wies Stoi Bătănoiu an, die Auftriebshilfen einzufahren, was dieser sofort tat. Als er ihn fünf Sekunden später bat, die Vorflügel einzufahren, reagierte der Kapitän nicht. Stoi fragte Bătănoiu daraufhin, ob dieser in Ordnung sei. Weitere sechs Sekunden später war auf der Aufnahme des Cockpit Voice Recorder ein schriller menschlicher Schmerzschrei zu hören. Die Ermittler schlossen daraus, dass Bătănoiu zu diesem Zeitpunkt einen schweren Herzinfarkt erlitt, an dem er womöglich sogar sofort verstarb. Dabei glitt ihm der Schubhebel für das linke Triebwerk aus der Hand und verschob sich aufgrund des Problems mit der Schubregulierung nach hinten in die Leerlaufstellung. Durch die entstandene Schubasymmetrie drehte sich das Flugzeug, das gerade eine Wolkendecke durchflog, weshalb dem Ersten Offizier entscheidende visuelle Referenzpunkte fehlten, unkontrolliert nach links, bis es einen Rollwinkel von 170 Grad erreicht hatte und daraufhin aus einer fast vertikalen Fluglage abstürzte. Bei dem gewaltigen Aufprall starben alle 60 Menschen an Bord.
Der Abschlussbericht der Flugunfallermittler stellte drei Faktoren als Unfallursachen fest:
- den asymmetrischen Schub
- die mutmaßliche Bewusstlosigkeit des Kapitäns (possible pilot incapacitation)
- unzureichende Gegenmaßnahmen (insufficient corrective action) des Ersten Offiziers, die Folgen der ersten beiden Faktoren auszugleichen

## Flugnummer
Während nach tödlichen Flugunfällen Flugnummern meist geändert werden, wird die Flugverbindung der TAROM von Bukarest nach Brüssel bis in die Gegenwart unter der Flugnummer 371 bedient.

## Mediale Rezeption
Der Unfall wurde unter dem Titel Gefährlicher Steigflug (Fatal Climb) in der Episode 4 der Staffel 19 von Mayday – Alarm im Cockpit verfilmt.